# John Musto
Pour les articles homonymes, voir Musto.
John Musto (né à Brooklyn, New York en 1954) est un pianiste et compositeur américain.

## Biographie
Musto étudie à la Manhattan School of Music d'où il sort avec un diplôme de piano. En 1984, il épouse la soprano Amy Burton avec laquelle il apparaît en concert. Leur fils Joshua naît en 1994.

## Œuvres

### Orchestre
- Overture to Pope Joan, 1998 ;
- Passacaglia, 2003.

### Piano et orchestre
- Concerto pour piano et orchestre n° 1, 2005 ;
- Concerto pour piano et orchestre de chambre n° 2, 2005.

### Voix et orchestre
- Encounters, pour ténor et orchestre, 1992 ;
- Dove Sta Amore, pour soprano et orchestre de chambre, 1996 ;
- Quiet Songs, pour soprano et orchestre de chambre, orchestration de 2009.

### Opéra
- Volpone, opéra comique en deux actes, livret de Mark Campbell, 2004 ;
- Later the Same Evening, opéra en un acte, livret de Mark Campbell, 2007 ;
- Bastianello, opéra comique en un acte, livret de Mark Campbell, 2008.

### Musique de chambre
- Trio avec piano, 1998 ;
- Divertimento, pour flûte, clarinette, alto, violoncelle, piano et percussion, 1999 ;
- Clarinet Sextet, sextuor avec quatuor à cordes, clarinette et piano, 2001 ;
- Quatuor à cordes, 2007.

### Piano seul
- Five Concert Rags, 1991-1998 ;
- Improvisation and Fugue, 2008.

### Mélodies
- Two by Frost, 1986 ;
- Canzonettas, 1984 ;
- Enough Rope, 1985 ;
- Shadow of the Blues, 1986 ;
- Recuerdo, 1988 ;
- Quiet Songs, 1990 ;
- Dove Sta Amore, 1996 ;
- Penelope, 2000 ;
- Viva Sweet Love, 2005 ;
- Triolet, 1987 ;
- Lament, 1988 ;
- Flamenco, 2000 ;
- I Stop Writing the Poem, 2001 ;
- Old Photograph, 2001 ;
- San Jose Symphony Reception, 2001 ;
- Words To Be Spoken, 2001 ;
- Nude at the Piano, 2003.

## Discographie
- Later The Same Evening, opéra, direction Michael Barrett, Albany Records, TROY 1109.